# Parafia Świętej Trójcy w Kaszewicach
Parafia Świętej Trójcy w Kaszewicach – parafia w dekanacie szczercowskim archidiecezji łódzkiej, w powiecie bełchatowskim.
Parafia graniczy z parafiami w: Szczercowie i Chabielicach (spośród dekanatu szczercowskiego), Klukach (spośród dekanatu zelowskiego), Bełchatowie-Grocholicach (spośród dekanatu bełchatowskiego) oraz Kleszczowie i Łękińsku (spośród dekanatu sulmierzyckiego należącego do archidiecezji częstochowskiej).
Parafia zrzesza ok. 2050 wiernych z miejscowości: Kaszewice, Ścichawa, Kaszewice-Kolonia, Kurnos Drugi, Borki, Kuźnica Kaszewska, Nowy Janów, Słupia, Zarzecze, Trząs, Żelichów, Kawalce, Chmielowiec, Sadulaki, Żar.
Parafia w Kaszewicach została erygowana w roku 1862 przez biskupa włocławskiego Jana Michała Marszewskiego. Kościół parafialny został wzniesiony 1612 r. z fundacji Mikołaja Koniecpolskiego, właściciela Kaszewic. Przed erygowaniem parafii w Kaszewicach był kościołem filialnym parafii w Parznie.
Oprócz kościoła parafialnego na terenie parafii znajduje się też kaplica w Żarze.